# Episiphon virgula
Episiphon virgula är en blötdjursart som först beskrevs av Hedley 1903.  Episiphon virgula ingår i släktet Episiphon och familjen Gadilinidae. Inga underarter finns listade i Catalogue of Life.